# رهاب الحقن
رهاب الحقن أو فوبيا الحقن (بالإنجليزية: trypanophobia)‏ هو مرض نفسي يجبر المريض الذي يعاني منه على تفادي الذهاب إلى الطبيب وأخذ الحقن أو القيام باختبارات الدم اللازمة، ما قد يعرّض حياتهم للخطر، خصوصاً إذا كان المريض يحتاج إلى حقن الإنسولين باستمرار بالنسبة لمرضى السكري أو السرطان في حال العلاج الكيميائي.

## خصائص
فوبيا الإبر: تسمى علمياً تريبانو فوبيا، وتُعرف بالخوف الشديد من الحقن، وقد تصل إلى الخوف من النظر إليها أو لمس أجسام تشبه الإبر في مراحل متقدمة.
وهذا النوع من الفوبيا خطر لتسببه بتلاعب في ضغط الدم الذي قد يصل إلى الإغماء، بالإضافة إلى تسارع في نبضات القلب والقلق والتعرق و الغثيان والدوار.
فوبيا الإبر معترف بها في الدليل التشخيصي والإحصائي الأمريكي للاضطرابات العقلية، حيث بين الباحثون أن هذا النوع من الخوف يرجع إلى العوامل الجينية بنسبة 80%، فمعظم المصابين بتلك الفوبيا لديهم أقارب يعانون منها كذلك، وهناك عوامل نفسية ناتجة عن حادث سابق تفسر سلوك الشخص تجاه الإبر، وتساعد في تطوير الخوف على مر السنين، وعادة ما يحدث عند الأطفال دون العاشرة.

## علاج المرض
وللتغلب على فوبيا الإبر أو للتخفيف منها على الأقل، ينصح الخبراء بوضع الكريمات التي تحتوي على مواد مخدرة وتخفف من حدة الوخزة، وكذلك العلاج السلوكي الذي يساعد في تحمل الإبر، ولكن فاعليتها تختلف من شخص إلى آخر، بحسب شدة الحالة.